# Valeriana peltata
Valeriana peltata är en kaprifolväxtart som beskrevs av Dominique Clos. Valeriana peltata ingår i släktet vänderötter, och familjen kaprifolväxter. Inga underarter finns listade i Catalogue of Life.